# Ardolph Loges Kline
Ardolph Loges Kline (né le 21 février 1858 et mort le 13 octobre 1930) fut maire de New York du 10 septembre 1913 au 31 décembre 1913.

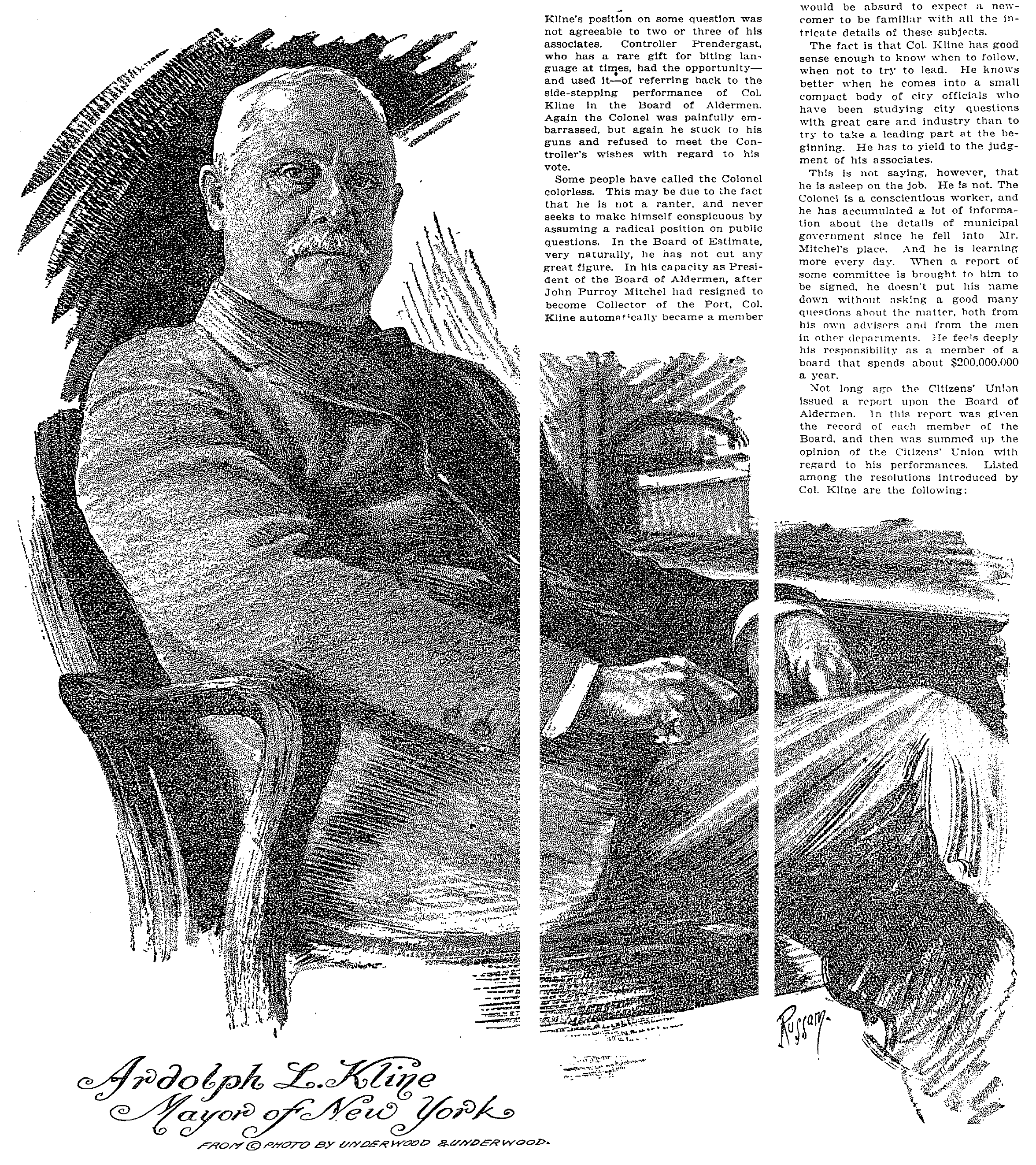
Article du New York Times Magazine de 1913